# Омар Камаль
Омар Камаль (араб. عمر كمال, нар. 29 вересня 1993) — єгипетський футболіст, фланговий півзахисник «Ф'юче» (Каїр) та національної збірної Єгипту.

## Клубна кар'єра
Вихованець клубу «Аль-Аглі» (Каїр), куди потрапив у віці 8 років. Згодом також перебував у академіях клубів «Ель-Мокаволун» та «Іттіхад Аш-Шурта» і у складі останнього дебютував на дорослому рівні, зігравши за 5 сезонів 47 ігор у вищому дивізіоні країни.
2017 року Камаль перейшов у «Аль-Масрі», де спочатку не був основним гравцем, тому здавався в оренду до клубу «Аль-Ассіуті Спорт», але з 2019 року став основним гравцем «Аль-Масрі», з яким у сезоні 2020/21 взяв участь у 32 матчах Єгипетської Прем'єр-ліги, під час яких забив 13 м'ячів і зробив дві гольові передачі.
У серпні 2021 року Омар у статусі вільного агента перейшов у «Замалек», який відразу віддав гравця в оренду до клубу «Ф'юче» (Каїр).

## Виступи за збірну
У листопаді 2021 року Камаль був викликаний до національної збірної Єгипту на Кубок арабських націй, де 1 грудня у матчі групового етапу проти Лівану (1:0) і дебютував за збірну. Загалом на тому турнірі Омар Камаль зіграв у 5 іграх, а єгиптяни посіли 4 місце.
На початку наступного року Камаль був включений до заявки збірної на Кубок африканських націй 2021 року в Камеруні, де теж був основним гравцем.

## Титули і досягнення
- Срібний призер Кубка африканських націй: 2021